# Reformierte Kirche Bruggen

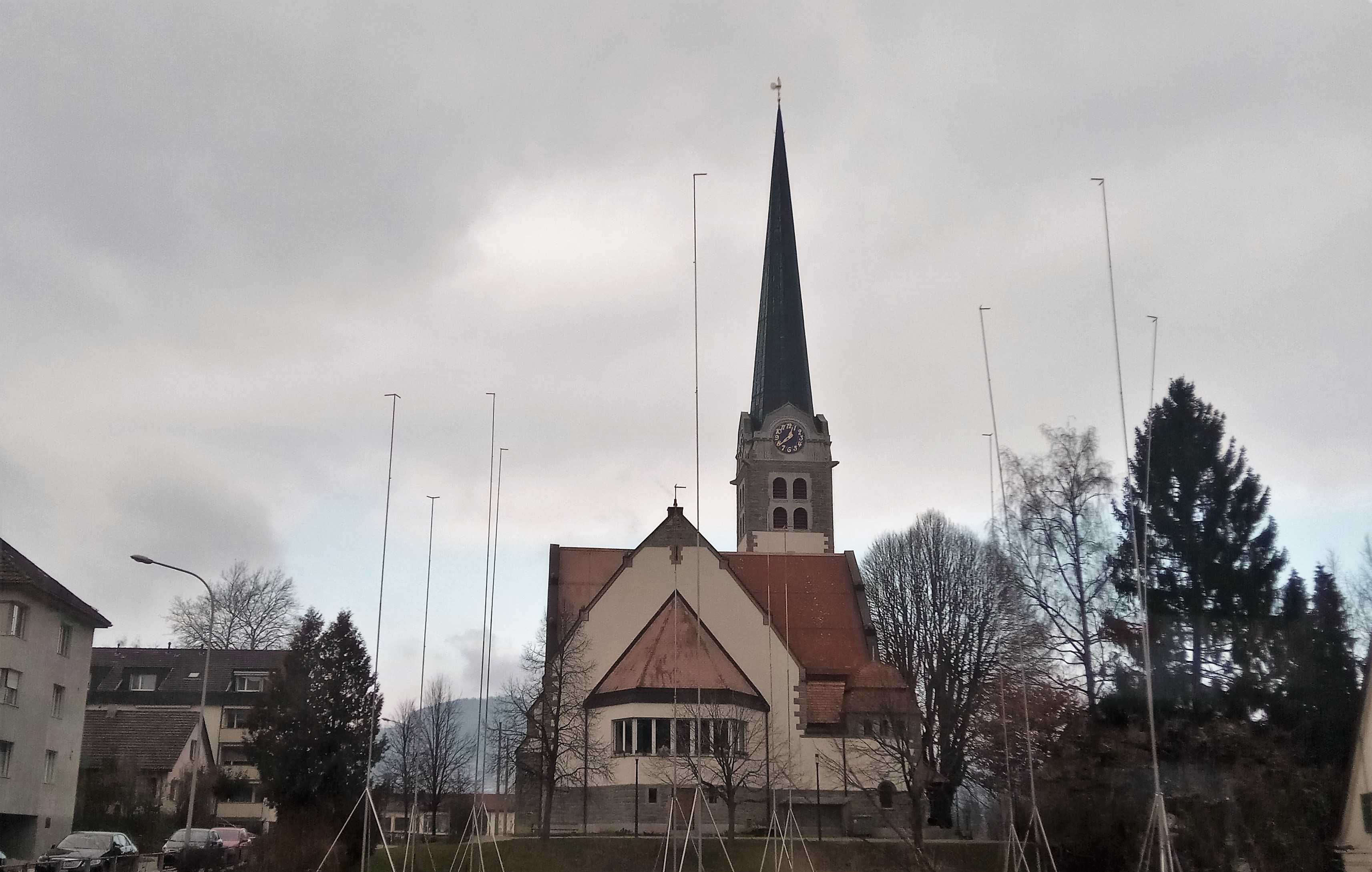
Die reformierte Kirche Bruggen von Süden (Fürstenlandstrasse) aus gesehen.

Die reformierte Kirche Bruggen in der heutigen Stadt St. Gallen wurde zwischen 1903 und 1906 in der damals noch selbständigen Gemeinde Straubenzell gebaut. Sie war auch die erste reformierte Kirche der 1902 gegründeten evangelisch-reformierten Kirchgemeinde Straubenzell. Die Kirche besteht aus einem kreuzförmigen Zentralbau, dem seitlich ein Turm mit Spitzdach angebaut wurde.

## Geschichte
Mit der Gründung der evangelisch-reformierten Kirchgemeinde Straubenzell, entstand auch der Wunsch nach einem eigenen Gotteshaus. Deshalb entschloss man sich 1903 einen Wettbewerb für eine Kirche auszuschreiben. Bei diesem war die Wahl des Baustiles frei, nur der Turm sollte mit der benachbarten katholischen Kirche mit seiner Zwiebelhaube harmonieren. Weitere Vorgaben waren 700 Sitzplätze, wovon 30 bis 40 auf einer mindestens 30 Quadratmeter grossen Orgelempore, sowie freie Sicht von allen Plätzen auf Taufstein und Kanzel, ebenso musste einen Raumfläche von 30 bis 40 Quadratmeter freigehalten werden für die Abendmahls- und Konfirmationsfeiern. Der Turm musste Uhr und Geläut aufnehmen können. Insgesamt wurden 76 Projekte eingereicht. Es wurde kein 1. Platz vergeben. Den 2. Platz erreichten je ein Projekt von Bösiger & Daxelhofer aus Biel und Streiff & Schindler aus Zürich. Denn dritten Platz erreichte Curjel & Moser, und das Projekt von E. Herman erhielt eine Ehrenmeldung. Im Juni 1903 entschied man, dass das Projekt von Curjel & Moser gebaut werden solle. Schon im Oktober 1903 konnte mit dem Bau begonnen werden. Der Bauplatz lag an einer ortsprägender Stelle, an erhöhter Lage, nördlich der Kirche wurde auch eine Terrasse errichtet. Die Kirche konnte am 14. Januar 1906 eingeweiht werden. 1966 wurde eine umfassende Innenrenovation nach den Plänen des Architekten Max Künzler durchgeführt.

## Bauwerk
Die Aussenfassade ist im Stil der deutschen Renaissance gehalten. Die Turmform erinnert an die appenzellischen Grubenmann-Kirchen. 
Bei der Innenraumgestaltung wurde auf einen Sängerchor verzichtet, was eine enge Verbindung zwischen Altar, Kanzel, Kanzelrückwand und Orgel bestand. Bei der Renovation wurde der Innenraum Radikal umgestaltet. Hierbei wurde auch eine Holzdecke eingezogen, welche nun das Sterngewölbe verdeckt. Auch wurde der Hauptraum verkleinert, in dem man im südlichen Kreuzarm eine Sakristei einbaute und im Obergeschoss einen Saal abtrennte.